# Voïvodie de Poméranie (1466-1772)
Ne doit pas être confondu avec Voïvodie de Poméranie (1919-1939), Province de Poméranie, Voïvodie de Poméranie ou Voïvodie de Poméranie.
1466–1772
Entités précédentes :
- Ordre Teutonique

Entités suivantes :
- Royaume de Prusse

La voïvodie de Poméranie (en polonais : Województwo pomorskie) était une division administrative du royaume de Pologne et de la République des Deux Nations de 1454/1466 jusqu'au premier partage de la Pologne en 1772. À partir de 1613, sa capitale était Skarszewy.
Le nom Poméranie dérive du slave po more, signifiant "au bord de la mer".

## Histoire
La voïvodie comprenait les terres orientales de la région historique de Poméranie, qui depuis la prise de contrôle teutonique de Gdańsk en 1308 était détenue par l'État de l'ordre teutonique. Après le soulèvement de 1454 de la Confédération prussienne et la guerre de Treize Ans, la région retomba dans la couronne polonaise selon la deuxième paix de Thorn en 1466. Avec les voïvodies de Chełmno (ancien Kulmerland) et de Malbork (Marienburg) et le prince-évêché de Warmie (Ermland), elle formait la province autonome de Prusse royale. L'autonomie de la région a ensuite été abolie à la suite de l'union de Lublin en 1569 et la région a été incorporée à la Couronne polonaise.
Dans les anciennes sources anglaises et généralement en allemand, l'appellation de Pomerérélie (en allemand : Pommerellen ou Pomerellen, rendu Pomorze Gdańskie en polonais) prévaut, car le nom Pomerania (en allemand : Pommern) fait généralement référence au duché occidental de Poméranie (en polonais : Księstwo Pomorskie), gouvernée par la Maison des Griffons, devenue vassale de l'empereur des Romains en 1181. À leur tour pour leur soutien dans la guerre de treize ans, les ducs Griffons en 1455 gagnèrent les districts de Lauenburg et de Bütow en tant que fiefs polonais, lesquels, à l'extinction de la dynastie en 1637, retombèrent aux mains de la couronne polonaise. Toutefois, le traité de Bromberg (1657) les a donnés aux margraves de Brandebourg, également maîtres de la province impériale adjacente de Poméranie.
Pour la Couronne polonaise, un fait s'est avéré fatal : après l'établissement en 1525 de la Prusse Ducale sur les territoires restants de l'ordre Teutonique, la Voïvodie de Poméranie a été séparé deux territoires, qui étaient tous deux détenus par la maison montante de Hohenzollern, depuis 1618 en union personnelle avec le Brandebourg-Prusse. Après que la couronne polonaise eut renoncé à la suzeraineté sur la Prusse ducale par le traité de Wehlau de 1657 et que les margraves de Brandebourg eurent pris le titre de roi de Prusse en 1701, les Hohenzollern cherchèrent à lier leurs territoires. À la veille des partages de la Pologne, le roi Frédéric II de Prusse en 1771 a finalement incorporé Lauenburg et Bütow dans la province de Poméranie. Au cours de la première partition l'année suivante, il annexa en outre la voïvodie de Poméranie à la Prusse royale, puis la rebaptisa province de Prusse-Occidentale – laquelle comprenait toute la Poméranie polonaise à l'exception de la ville de Gdańsk (Dantzig), qui ne fut incorporée qu'après le Deuxième partage de la Pologne de 1793.
Aujourd'hui, la région administrative historique correspond à peu près à l'actuelle voïvodie de Poméranie, polonaise, laquelle comprend également les terres de Słupsk (Stolp), qui appartenaient autrefois au duché de Poméranie, ainsi que le territoire de l'ancienne voïvodie de Malbork.

## Administration
Siège du gouverneur de voïvodie (Wojewoda) :
- Skarszewy

Conseil régional (sejmik generalny) :
- Starogard Gdański

Conseils régionaux (sejmik poselski i deputacki) :
- Człuchów
- Tuchola
- Świecie
- Starogród
- Puck

Divisions administratives :
- Comté de Człuchów, (Powiat Człuchowski), Człuchów
- Comté de Gdańsk, (Powiat Gdański), Gdańsk
- Comté de Kościerzyna cierzyna, (Powiat Kościerzyński), Kościerzyna
- Comté de Mirachowo, (Powiat Mirachowski), Mirachowo
- Comté de Nowe, (Powiat Nowski), Nowe
- Comté de Puck, (Powiat Pucki), Puck
- Comté de Skarszewy, (Powiat Skarszewski), Skarszewy
- Comté de Stargard, (Powiat Starogrodzki) Starogard Gdański
- Comté de Świecie, (Powiat Świecki), Świecie
- Comté de Tczew, (Powiat Tczewski), Tczew
- Comté de Tuchola, (Powiat Tucholski), Tuchola